# Ледено доба 3: Диносауруси долазе
Ледено доба 3: Диносауруси долазе (енгл. Ice Age: Dawn of the Dinosaurs) амерички је рачунарски-анимирани авантуристичко-хумористички филм из 2009. године, продукције куће Blue Sky Studios-а и дистрибутера 20th Century Fox-а. Насатвак је филма Ледено доба 2: Отапање и трећи део у филмској серији Ледено доба. Режирао га је Карлос Салдања. Своје гласовне улоге из првог филма понављају Реј Романо, Џон Легвизамо, Денис Лири и Крис Веџ, а придружио им се Сајмон Пег као ласица по имену Бак. Радња прати Сида Лењивца кога је одвела женка тираносауруса након што јој је украо јаја, што је довело до остатка крда да га спасе у тропском изгубљеном свету у којем живе диносауруси испод леда.
Филм је објављен 1. јула 2009. године, поставши први филм Ледено доба и први филм 20th Century Fox-а који је објављен у 3D-у. Упркос томе што је добио помешане критике критичара, зарадио је 886,6 милиона долара широм света, што га је учинило трећим филмом са највећом зарадом 2009. и анимирани филм са највећом зарадом 2009. године. Постао је филм са највећом зарадом у серији Ледено доба и филм са највећом зарадом Blue Sky Studios-а. Објављена су два наставка: Ледено доба 4: Померање континената из 2012. и Ледено доба: Велики удар из 2016. године.

## Радња
Годину дана након догађаја из другог филма, Мени и Ели су венчани и чекају своје прво дете. Мени је одлучан да учини живот савршеним и безбедним и за Ели и за бебу, јер не жели да их задеси иста судбина као и његову претходну породицу. У исто време, Дијего се расправља да ли треба да напусти крдо јер мисли да губи предност као ловац и да не жели породичан живот. Сид почиње да прижељкује сопствену породицу и усваја три очигледно напуштена јаја која проналази у леденој пећини. Мени му каже да их врати, али Сид га игнорише и пази на јаја, која се следећег јутра излегу у бебе тираносаурус рекса.
Иако се Сид свим силама труди да одгаја три диносауруса, њихово раздрагано понашање плаши све млађе животиње и уништава игралиште које је Мени изградио за своје дете, наљутивши Менија. Недуго затим, женка тураносаурус рекса, која  је снела јаја која је Сид украо, враћа се и носи Сида и њене младе под земљу, са Дијегом у потрази. Мени, Ели, Креш и Еди такође прате и откривају да ледена пећина води до огромне подземне џунгле насељене диносаурусима за које се сматра да су изумрли. Овде, љути Ankylosaurus прети крду упркос Дијеговом настојању да га одбрани. Тада их од нове гомиле љутих гмизаваца спасава поремећена, брзоумна, једноока ласица по имену Бак.
Бак открива да већ неко време живи у овој џунгли и да се бори против Рудија, огромног застрашујућег, нерасположеног и непријатељског албина барионикса којег се плаше становници џунгле, намеравајући да освети око које је изгубио од стране њега годинама раније током несрећног сусрета. Он пристаје да води стадо кроз опасности џунгле до водопада Лава, где је мајка тирекса одвела Сида и њене бебе. У међувремену, Сид и мајка тирекса покушавају да надмаше једно друго у храњењу потомака; Сид губи ово такмичење, али је добродошао у породицу без обзира на то. Следећег дана, међутим, Сид је одвојен од тирекса и нападнут од стране Рудија. Сид је оборен на лабаву камену плочу која лебди на реци лаве и спрема се да се сруши преко водопада.
Док се крдо креће ка водопаду Лава, Ели изненада почиње да порођа и нападне чопор гуанлонга, који је одвајају од Менија и Дијега. Док се Мени пробија до ње, Дијего помаже у испоруци и одбија даље нападе. У међувремену, Бак води Креша и Едија да спасу Сида. Баш када је прешао преко водопада, трио спасава харпактогнатус, за длаку спасавајући Сидов живот. Мени стиже до Ели баш на време да чује плач новорођене девојчице. Пар се слаже да бебу назове „Бресквица”. Сид је тужан због чињенице да никада није имао прилику да се поздрави са децом тирекса док се враћа крду и сазнаје за Бресквицино рођење.
Пре него што су успели да напусте џунглу, Руди их заседа, који почиње да их напада пуном снагом. Радећи заједно Мени, Сид, Дијего и Бак успевају да заробе Рудија тако што га замрсе у виновој лози. Међутим, брзо се ослобађа и наставља свој јуриш. Крдо је спасено благовременим доласком мајке тирекса, која јуриша на Рудија и обара га са литице где он пада и наизглед нестаје. Док она и њена деца желе добро крду, Бак, сада без сврхе у животу откако нема Рудија, одлучује да се придружи стаду и живи на површини. Међутим, далеки урлик му говори да је Руди још увек жив. Због тога се предомисли и шаље стадо кући, блокирајући пут до подземне џунгле пресецањем винове лозе која подржава скелетни мост који истовремено изазива урушавање. Мени и Ели примају Бресквицу у свој залеђени свет, а Мени признаје Сиду да је добро обавио посао бринући се о деци диносауруса. Дијего одлучује да остане са крдом, док Бак остаје под земљом, срећно се борећи са Рудијем.
У подзаплету, док тражи свој вољени жир, Скрат наилази на женку летеће сабљозубе веверице по имену Скрати, у коју се заљубљује. Скрат се бори са њом око свог жира када открије да га има. Битка се наставља све док не прођу кроз земљу и уђу у свет диносауруса где настављају борбу. Скрат и Скрати, који су се заљубили једно у друго након што ју је Скрат спасио од пада у лаву, одлучују да живе заједно у џунгли. Нажалост, Скратова похлепа за његовим драгоценим жиром превазилази његову новооткривену љубав са Скрати, а он на крају бира жир уместо ње (заједно са умором од њеног понашања). Њих двоје се још једном боре за жир, што доводи до тога да Скрат буде случајно лансиран назад на површину док Скрати пада назад у свет диносауруса. Скрат јој се руга због жира, али га поново губи након што му га је велики комад леда избио из руку, због чега Скрат вришти од фрустрације.

## Улоге
| Улога     | Изворни глас     | Српски глас    |
| --------- | ---------------- | -------------- |
| Мени      | Реј Романо       | Никола Ђуричко |
| Сид       | Џон Легвизамо    | Срђан Милетић  |
| Дијего    | Денис Лири       | Воја Брајовић  |
| Бак       | Сајмон Пег       | Томаш Сарић    |
| Ели       | Квин Латифа      | Исидора Минић  |
| Креш      | Шон Вилијам Скот | Горан Јевтић   |
| Еди       | Џош Пек          | Лако Николић   |
| Бресквица | Тара Стронг      | (изворни глас) |
| Скрат     | Крис Веџ         | (изворни глас) |
| Скрати    | Карен Дишер      | (изворни глас) |
| Мама      | Френк Велкер     | (изворни глас) |
| Руди      | Френк Велкер     | (изворни глас) |
| Газела    | Бил Хејдер       | Зоран Кесић    |